# مروان الغميز
مروان الغميز (مواليد 21 فبراير 2001) هو لاعب كرة قدم سعودي لعب سابقاً في نادي النجمة.